# Step in the Arena
Step In the Arena är ett musikalbum av hiphop-duon Gang Starr som lanserades januari 1991 på Chrysalis Records. Det var deras andra album. Typiskt för albumet är dess jazziga samplingar, scratching och Gurus monotona rap. Texterna på skivan blev uppmärksammade eftersom de kommenterade afroamerikanskt stadsliv utan att glorifiera exempelvis gatuvåld och kriminalitet, och istället uppmanade till ansvar och framåtanda, till exempel i låten "Who's Gonna Take the Weight". Låten "Lovesick" blev en av de framgångsrikaste singlarna från skivan.

## Låtlista
1. "Name Tag (Premier & the Guru)"
2. "Step in the Arena"
3. "Form of Intellect"
4. "Execution of a Chump (No More Mr. Nice Guy Pt. 2)"
5. "Who's Gonna Take the Weight?"
6. "Beyond Comprehension"
7. "Check the Technique"
8. "Lovesick"
9. "Here Today, Gone Tomorrow"
10. "Game Plan"
11. "Take a Rest"
12. "What You Want this Time?"
13. "Street Ministry"
14. "Just to Get a Rep"
15. "Say Your Prayers"
16. "As I Read My S-A"
17. "Precisely the Right Rhymes"
18. "The Meaning of the Name"

## Listplaceringar
- Billboard 200, USA: #121[1]
- Billboard R&B Albums: #19
- UK Albums Chart, Storbritannien: #36[2]